# Лінія часу
Лі́нія ча́су (стрі́чка ча́су, шка́ла ча́су) — графічне позначення плину часу, яке дає змогу проілюструвати послідовність і тривалість історичних подій та процесів.

## Опис

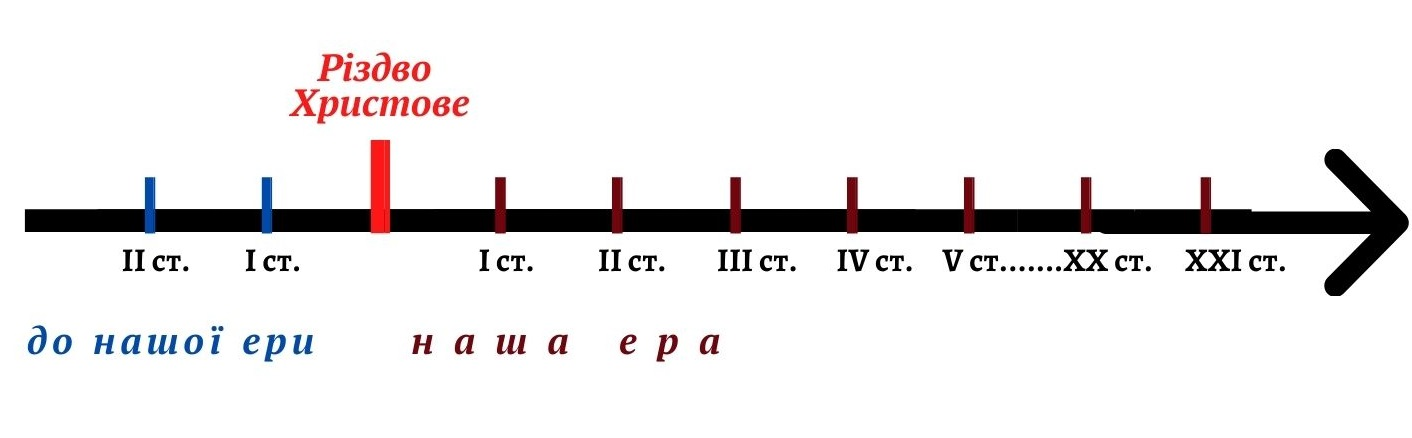
Приклад лінії часу

Лінія часу являє собою пряму лінію, що має напрямок (від минулого до майбутнього), початок відліку, поділена на проміжки в одиницях літочислення (рік, століття, тисячоліття, ера).
На лінії часу всі часові позначки від першого року нашої ери розміщено по зростаючій зліва направо. Спочатку перше тисячоліття, тоді друге і третє; спочатку перше століття, далі друге, третє аж до двадцять першого. Натомість усі часові відліки до нашої ери позначені на шкалі у зворотному порядку.